# The Porsche Legend
The Porsche Legend fue un videojuego de carreras de 1995 desarrollado y publicado por Arborescence para Windows y Macintosh.

## Contenido
Creado con Apple Media Tool, The Porsche Legend es una enciclopedia multimedia que cubre la historia y los automóviles del fabricante de automóviles alemán. El CD-ROM también ofrece la oportunidad de conducir uno de los modelos de consumo, como el 356, Beetle, Carrera, Turbo, Speedster, etc.